# اولگ سوک
اولگ سوک (اوکراینی: Олег Сук؛ زادهٔ ۲۶ ژوئن ۱۹۶۵) موسیقی‌دان، ترانه‌سرا اهل اوکراین است. وی از سال ۱۹۸۸ میلادی تاکنون مشغول فعالیت بوده‌است.